# Johan-Michel Menke

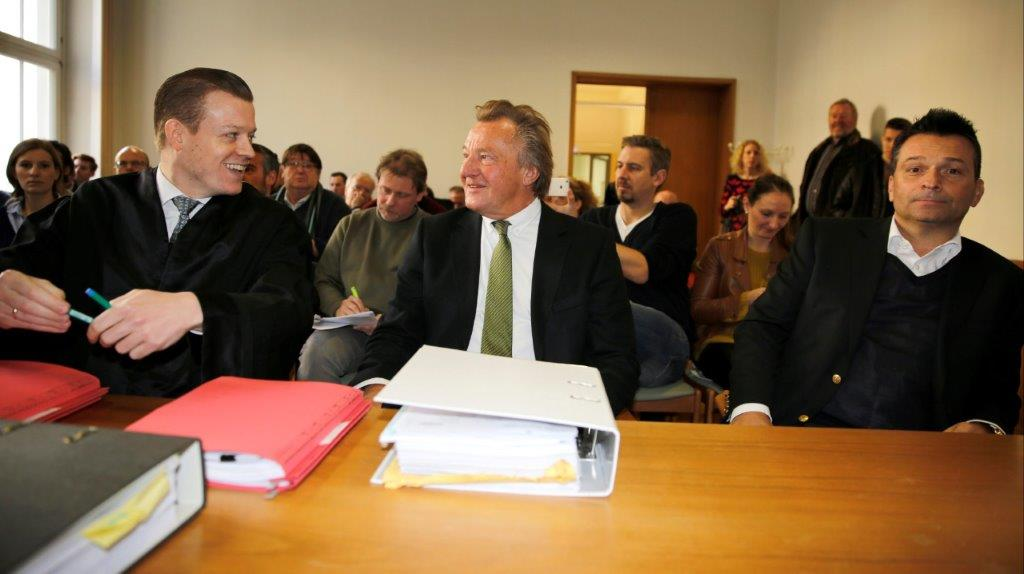
Menke bei der Verhandlung im Fall Müller in Mainz, Februar 2016

Johan-Michel Menke (* 14. Juli 1977 in Hamburg) ist ein deutscher Rechtsanwalt und Fachanwalt für Arbeitsrecht. Er ist Partner in der Wirtschaftskanzlei Heuking.
Menke ist vor allem durch seine Tätigkeit für Sportfachverbände und Clubs im Profimannschaftssport bekannt. Er vertrat erfolgreich den 1. FSV Mainz 05 e. V. im Streit über wirksame Befristungen von Fußballspielern und den DFB im Streit über den Arbeitnehmerstatus von Schiedsrichtern. Die Urteile sind von Bedeutung für den deutschen Fußball, da sie das besondere Arbeitnehmerverhältnis von Profifußballern und Schiedsrichtern belegen. So vertritt Menke 2022 den DFB bei einer Schadensersatzklage, die vermeidliche Altersdiskriminierung von Schiedsrichtern behandelt. Während der COVID-19-Pandemie und der damit einhergehenden Spielbetriebsunterbrechung der Bundesliga beriet Menke den Hertha BSC zu Quarantäne-Maßnahmen, Kurzarbeit sowie den Trainerwechsel von Bruno Labbadia. Ende 2022 vertrat Menke erneut den Hertha BSC vor Gericht und verhandelte dort die Kündigung von Torwart Rune Jarstein. Auch 2024 war Menke für Hertha BSC im Einsatz und half bei der Bildung eines Belegschaftausschusses. Zeitgleich vertritt er den 1. FSV Mainz 05 e. V. bei der fristlosen Kündigung vom Fußballprofi Anwar El Ghazi wegen propalästinensischer Äußerungen.

## Werdegang
Menke bestand 1997 am Johann-Rist-Gymnasium in Wedel das Abitur. Von 1998 bis 2003 studierte er Jura an der Universität Hamburg, wo er 2005 den Doktorgrad erlangte. Zudem schloss er 2004 das Weiterbildungsstudium Sportrecht an der FernUniversität Hagen ab. Von 2005 bis 2007 arbeitete Menke als Referendar bei Bird & Bird in Düsseldorf und der DFL Deutsche Fußball Liga GmbH in Frankfurt am Main. 2007 begann er als Fachanwalt für Arbeitsrecht bei der Kanzlei Kliemt & Vollstädt in Düsseldorf und wechselte 2009 zurück nach Hamburg in die Wirtschaftskanzlei Heuking Kühn Lüer Wojtek, wo er inzwischen als Partner tätig ist.
Menke ist Mitglied im Hamburger Verein für Arbeitsrecht e. V., Deutsch-Amerikanische Juristen-Vereinigung e. V. (DAJV), der International Bar Association (IBA) und dem Anglo-German Club e.V. Er ist verheiratet und hat vier Kinder.

## Tätigkeitsfelder
Menkes Fachgebiete sind Arbeitsrecht, Insolvenzrecht, Kapitalmarktrecht, Sportrecht und Vertriebsrecht. Schwerpunkte seiner Tätigkeit bilden Umstrukturierungen und Unternehmenstransaktionen (Due Diligence; Post Merger Integration). Insbesondere berät Menke Unternehmen in Fragen des Arbeitsrechts, wie zu Personalabbaumaßnahmen, auch in der Krise/Insolvenz. So wirkte Menke bei der Aufhebung der Insolvenzverfahren sechs deutscher Tochtergesellschaften der Esprit Holdings Limited mit, die aufgrund temporärer Ladenschließungen während der Covid-19-Pandemie eingeleitet wurden. Auch vertrat er 2020 federführend das Universitätsklinikum Schleswig-Holstein bei der Abwendung von Streikmaßnahmen durch verd.di. 2020 wurde Menke vom Handelsblatt als einer der besten Anwälte im Arbeitsrecht ausgezeichnet. Als Autor wurde Menke im Bereich Fremdpersonaleinsatz tätig. Neben Lehraufträgen an der St. John’s University in New York und der Bucerius Law School in Hamburg trat Menke als Experte bei den ARD-Tagesthemen oder bei Sky Sport auf.

### Berufliches Engagement
Menkes Leidenschaft gilt dem Fußball, der sein berufliches Wirken maßgeblich mitbestimmt. So behandelte er 2006 in seiner Dissertation das besondere Arbeitsverhältnis von Spitzensportlern am Beispiel von Berufsfußballern. Bis heute widmete sich Menke in zahlreichen Vorträgen, Fachbeiträgen und Mandaten dem Arbeitnehmerstatus und Verträgen von Profisportlern, Schiedsrichtern und Trainern sowie der Rechteverwertung von Sportveranstaltung. Durch das hohe öffentliche Interesse am Profifußball und der Sportlerverträge wird Menke regelmäßig von Medien wie dem Kicker als Experte zitiert.

## Publikationen (Auswahl)
- Employment – Law and Practice, mit Bernd Weller, Arietta von Stechow und Monique Sandidge, Chambers Global Practice Guides, 9/2020[17]
- Zulässiges „Freikaufen“ oder unzulässige Begünstigung eines Betriebsratsmitglieds durch Abschluss eines Aufhebungsvertrages?, mit Anne Heisig, Verlag Dr. Otto Schmidt, 2019[18]
- Ablauf und Wahlanfechtung – Die Betriebsratswahl 2018 naht, mit Bernd Weller, Arbeit und Arbeitsrecht Fachzeitschrift, 9/2017
- Freie Mitarbeit – Heidelberger Musterverträge, mit Sebastian Wolf, Verlag Recht und Wirtschaft, 2. Auflage 2017, ISBN 978-3-8005-4352-6
- Die Taktik muss passen – Die Betriebsratswahl 2018 naht, mit Bernd Weller, Arbeit und Arbeitsrecht Fachzeitschrift, 6/2017
- Zur eingeschränkten gerichtlichen Kontrolle von unternehmerischen Entscheidungen, mit Anne Heisig, EWiR (RWS Verlag), 2017[19]
- The landmark case on fixed-term contracts in football, mit Jürgen Paepke, World Sports Law Report, 8/2016
- Fixed-term contracts in football: Analysis of the Müller Case, mit Jürgen Paepke, EPFL Legal Newsletter, 6/2016
- ArbG Berlin: Der Beschäftigungsanspruch eines Profispielers im Lizenzfußball, mit Dr. Thomas Schulz, Betriebs-Berater, 2016
- Gestaltung nachvertraglicher Wettbewerbsverbote mit GmbH-Geschäftsführern – Verzicht statt Karenzentschädigung, Neue Juristische Wochenschrift, 2009
- Profisportler zwischen Arbeitsrecht und Unternehmertum, Wissenschaftsverlag Dr. Kovač, 2006, ISBN 978-3-8300-2375-3